# Bruno Gudelj
Bruno Gudelj (Zagabria, 8 maggio 1966) è un ex pallamanista croato, fino al 1991 jugoslavo.

## Palmarès

### Olimpiadi
- 1 medaglia:
  - 1 oro (Atlanta 1996[1])

### Europei
- 1 medaglia:
  - 1 bronzo (Portogallo 1994[1])

### Giochi del Mediterraneo
- 1 medaglia:
  - 1 oro (Languedoc-Roussillon 1993)[1]

### Goodwill Games
- 1 medaglia:
  - 1 argento (Seattle 1990[2])